# Autostrada A50
Die Autostrada A50 (italienisch für ‚Autobahn A50‘), auch Tangenziale Ovest di Milano (Westtangente von Mailand) genannt, stellt die westliche Autobahnumgehung Mailands dar. Sie ist 31,5 km lang und mautfrei. Eine Maut muss lediglich im nördlichen Teil zur Nutzung der A8 entrichtet werden.
Zusammen mit der A51 und der A52 bildet sie die 74,4 km lange Mailänder Ringautobahn, die so zu den größten Ringen im italienischen Straßensystem zählt.

## Geschichte
Die Arbeiten zur A50 begannen 1965 und dauerten insgesamt drei Jahre. Ursprünglich war sie vierstreifig mit Standstreifen, wurde aber in den 80er Jahren auf sechs Fahrstreifen erweitert. Die Autobahn hat bis heute den Zweck, die nach Mailand führenden Autobahnen direkt zu verbinden, um so eine Überlastung des innerstädtischen Verkehrs zu vermeiden. Die Betreibergesellschaft wollte auf diesem Wege auch Europa direkt mit den Industriegebieten Liguriens und dem Mezzogiorno verbinden.

## Verlauf
Die A50 zweigt in der Nähe von Rho von der A8 in Richtung Süden ab und führt westlich an Mailand vorbei. Auf den folgenden 31 Kilometern kreuzt sie mit der A4 (Turin–Triest) und der A7 (Mailand–Genua) zwei überaus wichtige Verkehrsachsen Norditaliens, bis sie schließlich bei S. Giuliano Milanese in die A1 nach Neapel mündet.
Über die zwölf Anschlussstellen gelangt man unter anderem auch auf die Staatsstraßen SS 33 und SS 494 und die ehemaligen Staatsstraßen SS 11, SS 35 und SS 412.
Die zulässige Höchstgeschwindigkeit beträgt auf der gesamten Strecke 90 km/h.

## Die Tangente heute
Mittlerweile ist die A50 nicht mehr ausschließlich dem Fernverkehr vorbehalten, sondern wird auch von der Mailänder Bevölkerung regelmäßig benutzt, um Ziele am anderen Ende der Stadt zu erreichen, da die innerstädtischen Straßen oft überlastet sind. Die Straße wird von knapp 250.000 Verkehrsteilnehmern täglich genutzt.